# Luisa Carlota de Borbón-Parma
María Luisa Carlota de Borbón-Parma (Barcelona, 2 de octubre de 1802- Roma, 18 de marzo del 1857) hija de la infanta María Luisa de Borbón y del rey Luis I de Etruria.

## Primeros años
Nacida frente a las costas españolas, con motivo del viaje por mar a España desde Italia que realizaban sus padres los entonces reyes de Etruria, habían emprendido por invitación a la doble boda de su tío Fernando, príncipe de Asturias (el futuro Fernando VII de España) con la princesa María Antonia de Borbón-Dos Sicilias y su tía María Isabel, con el príncipe heredero de Nápoles y Sicilia, Francisco (futuro Francisco I de las Dos Sicilias). El parto de su madre fue difícil y los médicos temían que madre e hija no sobrevivieran. El día 5 de octubre desembarcaron y fue bautizada por el cardenal patriarca de las Indias, siendo padrinos sus abuelos maternos los reyes de España, Carlos IV y María Luisa de Parma.
Su único hermano era Carlos Luis, quien más tarde se convirtió en duque de Lucca y posteriormente de Parma.
Al igual que su madre, María Luisa Carlota recibió su nombre de una hermana de su madre que murió a la edad de solo cuatro años. Su padre murió en 1803, cuando ella tenía sólo un año de edad, tras lo cual su madre asumió el reinado de Etruria como regente de su hijo. Cuando las tropas francesas entraron en Etruria a finales de 1807, su madre los llevó a España a ella y a su hermano a principios del año siguiente. En mayo de 1808, Napoleón llamó a todos los miembros de la familia gobernante española a Francia y proclamó a su hermano José I como el nuevo rey de España. María Luisa Carlota vivió exiliada en Francia con su hermano y su madre, primero en Fontainebleau, luego en Compiègne y finalmente en Niza. Después del fallido intento de su madre de escapar a Inglaterra, estuvo prisionera con ella desde agosto de 1811 hasta enero de 1814 en el monasterio romano de San Domenico y Sixto. Después de la caída de Napoleón en 1814, el ducado de Lucca fue transferido a su madre, estableciéndose entonces ahí.

## Primer matrimonio
Cuando María Luisa Carlota tenía 14 años, a petición de sus abuelos maternos, los ex reyes españoles Carlos IV y su esposa María Luisa, así como su tío, el ya rey Fernando VII, debería estar casada con su tío el infante Francisco de Paula, de 22 años, pero su madre se opuso enérgicamente a este plan, que no se concretó.
Su madre murió en 1824, sin haber podido casar a su hija, un año después y apenas dos semanas después de su cumpleaños número 23, María Luisa Carlota se casó el 15 de octubre de 1825 en Lucca por poderes, con M. de Koenewitz, chambelán del rey de Sajonia, Federico Augusto I, y en persona el 7 de noviembre en Dresde, con el príncipe Maximiliano de 66 años (viudo de su tía Carolina  hermana de su padre), quien se casó con ella como su segunda esposa. El matrimonio quedó sin hijos. María Luisa se convirtió en la madrastra de los hijos de Maximiliano, entre los cuales se encuentran los futuros reyes Federico Augusto II de Sajonia y Juan I de Sajonia, casi todos mayores que ella. Su marido fue príncipe heredero de 1827 a 1830, cuando renunció a sus derechos sucesorios en favor de su hijo mayor.

## Viudez, sucesivos matrimonios y últimos años
Tras la muerte de Maximiliano, en enero de 1838, regresó a Parma y vivió por un corto tiempo en el Palacio Ducal de Colorno, aunque había pensando en casarse con un antiguo amor platónico, terminó cansandose en segundas nupcias con el conde Giovanni Francisco de Rossi, bibliófilo y cortesano romano, el 22 de julio de ese año. Ambos vivieron principalmente en Viena y se la consideraba muy excéntrica. Después de la muerte de su segundo marido a causa de una peste en 1854, se casó el 19 de febrero de 1855, en su tercer y último matrimonio con el Conde Giovanni Vimercati, con quien pasó sus últimos años de vida en Roma. No tuvo descendencia de ninguno de estos matrimonios.
Murió en 1857 a la edad de 54 años. Su viudo falleció en 1861. Su patrimonio se encuentra en los Archivos Estatales Principales de Sajonia en Dresde (archivo nº 12551).

## Honores
- Un año después de su muerte, en 1858, su tercer marido publicaría una biografía sobre ella, titulada "Hechos históricos en torno a la vida de la Alteza Real Luisa Carlota de Borbón, infanta de España, duquesa de Sajonia".
- Louisenstrasse, una calle en Dresde (Antonstadt / Äußere Neustadt), lleva el nombre de María Luisa Carlota.

## Títulos y órdenes

### Títulos y tratamientos
| ● 2 de octubre de 1802-9 de julio de 1815:   | Su alteza real la serenísima señora doña María Luisa Carlota de Borbón, infanta de España y princesa de Etruria |
| ● 9 de julio de 1815-15 de octubre de 1825:  | Su alteza real la serenísima señora doña María Luisa Carlota de Borbón, infanta de España y princesa de Lucca   |
| ● 15 de octubre de 1825-18 de marzo de 1857: | Su alteza real la princesa Maximiliano de Sajonia infanta de España y princesa de Lucca.                        |

### Órdenes
- 5 de octubre de 1802: Dama de la Orden de las Damas Nobles de la Reina María Luisa.[15]
- Dama gran cruz de honor y devoción de la Orden de San Juan de Jerusalén (vulgo de Malta).[16]
- 3 de mayo de 1829: Dama de primera clase de la Orden de la Cruz Estrellada.[17][18] (Imperio austríaco)